# Сувар
Сувар (тат. Суар, Suar, чуваш. Сăвар, булгарск. سُوار suwar, чагат. صُڤَر suvar) — город Волжско-Камской Булгарии, который был основан племенем суваров не позднее IX века и существовал до 1236 года. Разрушен в ходе общемонгольского Западного похода, возглавляемого ханом Бату, и больше не восстанавливался.
Со времени Ш. Марджани и С. М. Шпилевского идентифицируется с большим (4500 метров в окружности) городищем на левом берегу Утки рядом с деревней Татарский Городок в Спасском районе Татарстана (в 4 км к западу от села Кузнечиха, называемого татарами и чувашами Суваром).

## История
В сочинениях восточных авторов Сувар упоминается, наряду с городом Булгаром, еще в 920-х годах. По сведениям арабского географа Абу Заида ал-Балхи, в Суваре, количество жителей которого достигала 10 тысяч человек, находилась «главная мечеть». Ал-Бируни писал, что Сувар и Булгар стояли «на великой реке русов и славян, а между ними — один день пути».
В Суваре были развиты ремёсла и торговля (с Ираном, Хорезмом, Византией, Русью, Грузией), в X веке чеканилась монета. Население занималось также земледелием и скотоводством.
Правители Сувара Талиб ибн-Ахмад и Мумин ибн-Ахмад вплоть до 970-х годов чеканили свои собственные монеты. Данный факт свидетельствует о том, что Сувар в середине X века (по другим оценкам, с момента своего возникновения и практически до конца Х столетия) являлся центром обособленного княжества (эмирата), политически независимого от Булгарского.

## Исследования
Городище Сувар, ставшее известным в исторической литературе благодаря исследованиям Шигабутдина Марджани и Гайнутдина Ахмарова, подвергалось лишь эпизодическим раскопкам. Первым его исследовал В. Ф. Смолин. В 1933—1937 годах на территории городища производил исследования А. П. Смирнов, в 1974—1975 годах — Т. А. Хлебникова, в 1990, 1991 и 1993 годах — Ф. Ш. Хузин и Р. Ф. Шарифуллин. В результате был накоплен значительный материал, позволивший определить основные этапы развития города и представить особенности материальной культуры его населения.

#### Критика
Сегодня многие полагают что Булгарский город Сувар находился на Кузнечихинском городище в Республике Татарстан, но Дмитриев В.Д. считал иначе:
В другом предании о правобережных чувашах говорится: «...Некогда чуваши жили между Волгой и Свиягой. Они, говорят, жили в землянках, почему и селения их были незаметны. Даже их центральный город состоял из землянок. Их деревни и города были расположены среди лесов и степей междуречья Волги и Свияги, говорят. Тогда их называли не чувашами, а какими-то суварами. Так их называли потому, что они жили в чащобах между рек...» 72
Димитриев В. Д. Чувашские исторические предания: Очерки истории чувашского народа с древних времен до середины XIX века / Второе, дополненное издание. — Чебоксары: Чуваш. кн. изд-во, 1993. — С. 42.)
В. Д. Дмитриев считал что город Сувар назывался именно так, потому-что находился между двух рек Свияги и Волги, и само слово Сувар означает Между речье, от тюркского Су или верховой говор Шу - Вода, Река и Вар - посреди, в центре, буквально "Шу варринче" - "В между речье".
По мнению Василий Димитриевича этот город находился недалеко от Ульяновска (Симбирска) в с.Старое Алейкино, отмеченное на археологической карте Симбирской Губернии как "Мошково Городище", а рядом находился город спутник "Сендюковское городище" от чувашского "Çĕн чук", так же и неподалеку был г. Ошель (Ăшел) средневековый город Волжской Булгарии, его археологические остатки находятся на Богдашкинском городище, ныне Тетюшский район, Республика Татарстан. Город Сувар на карте Аль Идриси отмечен на правом берегу как "Sauan". По русским источникам[каких?] часть Симбирской засеченной черты (Карлинская черта была создана поверх уже имеющемся вале ) уже была проведена от Свияги до Волги по уже имеющемуся Валу, возможно[обтекаемое выражение] это жители Сувара приложили руку для защиты рубежей.

## В фольклоре
Известна «Песня жителей Сувар» (тат. Сувар кешеләре җыры) — народная песня, ведущая свое начало со времён расцвета государства Волжской Булгарии.